# Cosmosoma festiva
Cosmosoma festiva är en fjärilsart som beskrevs av Walker 1854. Cosmosoma festiva ingår i släktet Cosmosoma och familjen björnspinnare. Inga underarter finns listade i Catalogue of Life.